# Okupacija Japana
Okupacija Japana bila je okupacija koju su napravili Saveznici (ponajprije Sjedinjene Američke Države) Japanu nakon Drugoga svjetskoga rata s ciljem zaustavljanja imperijalističke ideje Japana te kako bi stvorili protutežu komunističkih zemalja (Sovjetskom Savezu i Kini) na zapadnom Pacifiku. Za vrijeme okupacije, koja je trajala do 1951., Japan je udario temelje gospodarske i političke moći koje će najviše doći do izražaja neposredno nakon kraja okupacije.

## Japanske imperijalističke težnje do 1945.
Japan je do 1853. provodio politiku izolacije kada se počeo otvarati na međunarodnoj trgovinskoj i političkoj sceni, taj je utjecaj porastao za vrijeme razdoblja Meiji. Car i plemstvo 1868. počinju s velikim reformama na unutarnjem, a pogotovo na vanjskopolitičkoj sceni. Tada se javlja ideologija Velikog Japana koja se zasniva na idejama preuzetih iz razdoblja Tokugawa. Japanski intelektualci, ponajprije Honda Toshiaki te Yoshida Shoin obnovili su takvu ideju za vrijeme Eda i Meijija :137. Ubrzo su počelli širiti svoj utjecaj na okolna područja. Tijekom 1870.-ih Japan se počeo zanimati za otočje uz istočnu obalu Rusije te je stoga dolazilo od diplomatskih sporova koji su 1904. prerasli u kraći ratni sukob.
Zajednička područja interesa Japan je imao i s Kinom, a to su bili otok Tajvan i Korejski poluotok. 1876. Japan je s Korejom sklopio, za njega, povoljan trgovački sporazum pomoću kojeg je započeo svoje gospodarsko prodiranje na azijski kontinent, to Kina nije pozdravila jer se ona smatrala korejskim zaštitnikom. 1894. izbio je i otvoreni rat između Kine i Japana koji je završio pobjedom Japana te kineskoj predaji Koreje i otoka Tajvana.
Japan se tijekom Prvoga svjetskoga rata priključuje na strani Antante te vodi ratove protiv Kine, Rusije te kolonija koje kontroliraju Centralne sile. U međuratnom razdoblju Japan zauzima kineske pokrajine Shandong i Mandžuriju (1931.) gdje uspostavlja marionetsku državu. Kina je zbog Mandžurije 1937. započela Drugi japansko-kineski rat koji će potrajati do 1945, Japan kada gubi Mandžuriju i Shandong. 1937. Japan s nacističkom Njemačkom i fašističkom Italijom sklopiti Antikominterni pakt te si tako označiti sudbinu nakon završetka Drugog svjetskog rata.

## Okupacija
Antikomieterni pakt nije potrajala nakon Drugoga svjetskog rata, Italija je najprje sa Saveznicima potpisala kapitulaciju u rujnu 1943., dok je Njemačka to učinila 25. travnja 1945. NI Japan nije prošao ništa bolje, najprije su Sjedinjene Američke Države bacile atomske bombe na Hiroshimu i Nagasaki što je uzdrmalo Japan te je on bio prisiljen sklopiti mirovni ugovor 2. rujna 1945. na američkom brodu USS Missouri. Iako su saveznici na Konferednciji na Jalti dogovorili podjelu svijeta nakon rata, japanska sudbina nije bila toliko u fokusu, najprije zato što se htio očuvati mir u Europi, gdje rat i počeo.
Ipak su saveznici za Japan osnovali dva tijela: Savezničko vijeće sa središtem u Tokyu gdje su bili predstavnici Sovjetskog saveza, Sjedinjenh Američkih Država, Kine i Velike Britanije te Dalekoistočna komisija sa sjedištem u Washingtonu. Iako je zadaća oba tijela bila suzbijanje imperijalizma, tu je ulogu u stvarnosti imao američki general Douglas MacArthur, kojeg je predsjednik Truman imenovao Vrhovnim zapovjednikom savezničke vojske na Japanu. :102. Zadaća generala MacArtthura bila je razoružavanje, demilitarizacija i suđenje ratnim zločincima te je stoga bio proglašen šogunom cara Hirorita, čija se moć ubrzo smanjila:526.
Ubrzo su počele razne zakonske reforme, novi ustav te je počela amerikanizacija japanskog društva. MacArthur je nametao zapadnjački, odnosno američki, model gospodarstva te su se stoga trebali raspustiti velike kompanije (zaibatsu) koje su godinama sprečavale modernizaciju japanskog gospodarstva:104. Također je bila zabrana štrajka i prosvjeda, a Ustav koji je MacArthur nametnuo bio je jednak američkome. Po Ustavu se priznaju građanska i vjerska prava građana, a car je, po želji Japanaca, ostao poglavar države:527
10. travnja 1946. u Japanu su održani parlamentarni izbori na kojima je pobijedila Liberalna stranka, a premijer je postao Shigeru Yoshida :400, koja započinje veliku agrarnu reformu koja je omogućila raspodjelu plemićke zemlje japanskom stanovništvu. Na novim izborima koji su održani 1948., kada se i MacArthurova politika mijenja, ponovno liberalna stranka dolazi na vlast, kada učvršćuje svoj položaj. Vlada tada hoće ponovno usposaviti moć Japana, samo u političkom, a ne vojnom smislu. Iako je MacArthur, radi početka Korejskog rata 1950., zatražio od Yoshide da počne s obnovom vojske, Yoshida nije htio jer je smatrao da Japan još nije spreman za novi rat. Donio je ispravnu odluku, jer je japansko gospodarstvo za vrijeme rata procvjetalo, tj. u razdoblju od 1950. do 1957. nacionalni se dohodak povećao za 58%:534. Vjerojatno je Yoshidina odluka utjecala na daljnji stav SAD-a prema Japanu, jer je Truman 1951. godine smijenio MacArthura, a u San Franciscu je potpisan mirovni sporazum s Japanom kojim Japan priznaje suverenitet Koreje, teritoriji na azijskom kontinentu su pripali Kini, a američkoj vojsci je omogućeno zadržavanje u Japanu na neodređeno:412. 
Ugovor je stupio na snagu 1952. te je time i službeno završila okupacija Japana. Japan je počeo s procesom njegovanja zapadne demokracije, a priključio se antikomunističkoj strani u hladnom ratu.

## Prve godine nakon završetka okupacije
Iako je završena okupacija, Japan i SAD su nastavile sklapati razne sporazume među kojima je i Ugovor o uzajamnoj obrani koji obvezuje obe strane o vojnoj pomoći u slučaju napada komunističkih zemalja. Kako je veća mogućnost da će Kina ili SSSR napasti Japan, SAD je ugovor smatrao kartom da ponovno širi svoj utjecaj u Istočnoj Aziji:106. No unutarnja politika Japana nije bila sjajna, Yoshida je nastavio unaprijeđivati odnose sa SAD, ali se unutar Liberalne stranke javlja frakcija koja zagovara poboljšanje odnosa s Kinom i SSSR-om. Tu frakciju predvodi Ichiro Hatoyama, koji će 1954. postati premjerom. On 1956. Sklapa mirovni sporazum sa SSSR-om, a tada Japan postaje član Ujedinjenih naroda:423. 1957. Za premjera je izabran Nobusuke Kishi, čelnik Liberalno-demokratske stranke, koji je 1960. revidirao Ugovor o uzajamnoj obrani, zbog čega će kasnije dati ostavku:106-107.
Tijekom 1960.-ih na vlasti dominira Liberalno-demokratska stranka, koja tih godina vraća Japan na put svjetske velesile. 1962. potpisuje s Kinom, a 1963. sa SSSR-om mirovni sporazum dok 1964. postaje članica OPEC-a. Tijekom ostalih desetljeća 20. st. Japan je uspio sa svojim naumima da se profilira u svjetsku velesilu koja drži do očuvanja svjetskog mira.